# 伊勢貞宗
伊勢 貞宗（いせ さだむね）は、室町時代中期から戦国時代の幕臣。政所執事を務めた。伊勢貞親の子。北条早雲（伊勢宗瑞）とは従兄弟同士とされている（諸説あり）。伊勢流故実の大成者でもある。

## 生涯
文正元年（1466年）に父貞親が足利義視暗殺計画に失敗して季瓊真蘂、斯波義敏、赤松政則と共に京都から出奔したため（文正の政変）、8代将軍足利義政の命令で家督を継いで政所執事となった。応仁2年（1468年）に貞親が京都に戻ってくると執事職を父に返還したが、文明3年（1471年）に父が出家すると再び執事となった。
専横の振る舞いが目立った父貞親と違って温和な性格だったことから義政の信任も厚く、足利義尚の養育係に任じられ、義尚が9代将軍に就任すると幕政全般を統括するまでに至った。応仁の乱終結後に起こった山城国一揆では山城守護に任じられた息子貞陸の補佐にあたっている。しかし義尚、義政らが相次いで死去すると、延徳2年（1490年）に家督と執事職を貞陸に譲って隠居し、以後は『貞宗聞書』、『伊勢兵庫頭貞宗記』などの著作・文芸活動に専念した。
ただし、明応の政変で義尚の従弟の10代将軍義材（義稙）が廃位され足利義澄が11代将軍に就任すると、日野富子の意向もあってその後見人的な立場に就いており、政変で幕府の実権を握ったとされる管領細川政元も貞宗の存在を無視できなかったという。
永正6年（1509年）10月28日に死去した。享年66。
飛驒国吉城郡高原郷（岐阜県飛騨市・高山市）領主江馬氏を継いだ江馬左馬助を庶子とする説がある。

## 人物
- 斯波氏の内紛に介入したり、足利義視の暗殺計画を企てたりした父の振る舞いを快く思っておらず、父に泣いて諫言し、かえって父に幽閉させられたと伝えられている。
- 文明17年（1485年）には奉公衆と奉行衆の抗争の調停役、義政と義尚が対立した際の仲介役、諸大名との交渉役、そして山城国一揆で混乱する山城守護輔任など、単なる政所執事職を超えた大きな権限を将軍親子から任されている。義尚が父義政や母日野富子と対立した時は、貞宗の屋敷に一時移り住んでいたこともある。
- 父が暗殺を企てた義視の子の義材が10代将軍に就任したため、貞宗は伊勢家と自身の危険を感じ隠居したとする説がある。また、細川政元・日野富子が義材を廃した明応の政変では、貞宗が「謀書」を送って奉公衆や奉行衆に新将軍義澄を支持するように勧めたことが近衛政家の日記『後法興院記』明応2年6月11日条に記されている。『鹿苑日記』明応8年8月22日条には義澄が「我今若年、委政於伊勢（我は若年にして、政治を伊勢（貞宗）に任せている）」と述べたと記している[3]。
- 諸芸に通じており、小笠原持長に弓矢を学び、和歌・連歌を通して三条西実隆・横川景三と交流を結んだ。また、『貞宗聞書』・『伊勢兵庫頭貞宗記』・『笠懸射手体拝記』などの著作を始め多数の有職故実書を書写相伝して伊勢流故実を大成させた。